# 1. hokejová liga SR
TIPOS Slovenská hokejová liga je druhá nejvyšší hokejová soutěž na Slovensku, kterou organizuje Slovenský svaz ledního hokeje. Soutěže se účastní 12 slovenských klubů.

## Základní pravidla
V základní části se týmy střetávají celkově čtyřikrát (dvakrát doma a dvakrát venku). Do sezóny 2007/08 byly týmy rozděleny do dvou skupin a vítězné týmy postupovaly přímo do nejvyšší hokejové ligy – Slovnaft extraligy. Od sezóny 2008/09 se první dva týmy z obou skupin střetávaly v baráži o postup do extraligy. Poslední tým tabulky sestupuje do 2. hokejové ligy SR.

## Týmy
| Tým                 | Stadion                         | Kapacita | Rok založení | Web adresa                                  |
| ------------------- | ------------------------------- | -------- | ------------ | ------------------------------------------- |
| AquaCity Pikes      | Zimní stadion města Poprad      | 4233     | 2023         | Archivováno 28. 9. 2023 na Wayback Machine. |
| Dubnica nad Váhom   | Zimní stadion Dubnica nad Váhom | 3500     | 1942         |                                             |
| Prešov              | ICE Aréna                       | 3500     | 2023         |                                             |
| Žiar nad Hronom     | Slovalco Aréna                  | 2025     | 1952         |                                             |
| Topoľčany           | Zimní stadion Topoľčany         | 3400     | 1932         | Archivováno 3. 4. 2011 na Wayback Machine.  |
| Považská Bystrica   | Zimní stadion Považská Bystrica | 2400     | 1938         |                                             |
| Skalica             | Zimní stadion Skalica           | 4095     | 2016         | [nedostupný zdroj]                          |
| Rimavská Sobota     | Zimní stadion Rimavská Sobota   | 1500     | 1995         |                                             |
| Trebišov            | Zimní stadion Trebišov          | 4500     | 2016         |                                             |
| Trnava              | Městský zimní stadion Trnava    | 3800     | 1957         |                                             |
| Slovan Bratislava B | Zimní stadion Ondreje Nepely    | 10 055   | 2021         |                                             |
| Žilina              | Niké Aréna                      | 5036     | 1954         |                                             |

## Vítězové
| Sezóna    | 1. místo                                                                 | 2. místo                                                                 | 3. místo                                                                 |
| --------- | ------------------------------------------------------------------------ | ------------------------------------------------------------------------ | ------------------------------------------------------------------------ |
| 1993/1994 | Spartak Dubnica nad Váhom                                                | ŠK Iskra Banská Bystrica                                                 | HK 36 Skalica                                                            |
| 1994/1995 | ŠK Iskra Banská Bystrica                                                 | HK Hell Zvolen                                                           | HK 36 Skalica                                                            |
| 1995/1996 | HK VTJ Spišská Nová Ves                                                  | HKm Zvolen                                                               | HK 36 Skalica                                                            |
| 1996/1997 | HKm Zvolen                                                               | HK 36 Skalica                                                            | HK VTJ Prešov                                                            |
| 1997/1998 | ŠK Iskra Banská Bystrica                                                 | HK VTJ Farmakol Prešov                                                   | HK Spartak Dubnica nad Váhom                                             |
| 1998/1999 | HK Spartak Dubnica nad Váhom                                             | HK ŠKP PCHZ Žilina                                                       | HC Harvard Trnava                                                        |
| 1999/2000 | Martimex ZŤS Martin                                                      | ŠK Iskra Banská Bystrica                                                 | HC Harvard Trnava                                                        |
| 2000/2001 | MsHK Žilina                                                              | MHC Nitra                                                                | HK VTJ Farmakol Prešov                                                   |
| 2001/2002 | HK VTJ Spišská Nová Ves                                                  | HC Dukla Inpro Senica                                                    | HC Kimex VTJ Topoľčany                                                   |
| 2002/2003 | MHC Nitra                                                                | HK Spartak Dubnica nad Váhom                                             | HK VTJ Farmakol Prešov                                                   |
| 2003/2004 | HK Spartak Dubnica nad Váhom                                             | MšHK Prievidza                                                           | PHK Prešov                                                               |
| 2004/2005 | HKm Detva (HKm Zvolen B)                                                 | HC Topoľčany                                                             | MHC Martin                                                               |
| 2005/2006 | HC 05 Banská Bystrica (HKm Zvolen B)                                     | HKm Humenné (HC Košice B)                                                | HC Topoľčany                                                             |
| 2006/2007 | MHK Kežmarok                                                             | HK Spišská Nová Ves                                                      | HC 05 Banská Bystrica                                                    |
| 2007/2008 | HC 05 Banská Bystrica                                                    | HK Spišská Nová Ves                                                      | HK Trnava                                                                |
| 2008/2009 | HK Spišská Nová Ves                                                      | ŠHK 37 Piešťany                                                          | HK Trnava                                                                |
| 2009/2010 | ŠHK 37 Piešťany                                                          | HC 07 Prešov                                                             | HC 46 Bardejov                                                           |
| 2010/2011 | ŠHK 37 Piešťany                                                          | MHk 32 Liptovský Mikuláš                                                 | HK Spišská Nová Ves                                                      |
| 2011/2012 | HC 46 Bardejov                                                           | ŠHK 37 Piešťany                                                          | HC Dukla Senica                                                          |
| 2012/2013 | HC 46 Bardejov                                                           | HK Dukla Michalovce                                                      | HC 07 Prešov                                                             |
| 2013/2014 | HC 46 Bardejov                                                           | HK Dukla Michalovce                                                      | HK Trnava                                                                |
| 2014/2015 | HC 07 Detva                                                              | HK Spišská Nová Ves                                                      | HC 46 Bardejov                                                           |
| 2015/2016 | HC Mikron Nové Zámky                                                     | HC 46 Bardejov                                                           | MHk 32 Liptovský Mikuláš                                                 |
| 2016/2017 | HC 07 Orin Detva                                                         | HK Skalica                                                               | HC 07 Prešov                                                             |
| 2017/2018 | HK Dukla Ingema Michalovce                                               | HK Skalica                                                               | HC Prešov Penguins                                                       |
| 2018/2019 | HK Dukla Ingema Michalovce                                               | HK Martin                                                                | MHK Dubnica nad Váhom                                                    |
| 2019/2020 | Sezóna skončila předčasně kvůli COVID-19 bez udělení mistrovského titulu | Sezóna skončila předčasně kvůli COVID-19 bez udělení mistrovského titulu | Sezóna skončila předčasně kvůli COVID-19 bez udělení mistrovského titulu |
| 2020/2021 | HK Spišská Nová Ves                                                      | Vlci Žilina                                                              | HK VITAR Martin                                                          |
| 2021/2022 | Vlci Žilina                                                              | HK VITAR Martin                                                          | HK iClinic Skalica                                                       |
| 2022/2023 | HC 19 Humenné                                                            | Vlci Žilina                                                              | HK VITAR Martin                                                          |
| 2023/2024 | Vlci Žilina                                                              | HC Prešov                                                                | HK 95 Považská Bystrica                                                  |
| 2024/2025 | HC Prešov                                                                | HK iClinic Skalica                                                       | HK 95 Považská Bystrica                                                  |